# SC 파렌스
SC 파렌스(Sporting Clube Farense)는 포르투갈 파루를 연고지로 하는 축구 클럽이다.

## 선수 명단

### 현역
참고: FIFA 자격 규정에 따라 소속된 국가대표팀 국기를 표시합니다. 선수는 복수의 FIFA 비회원국 국적을 가지고 있을 수 있습니다.
| 번호 | 포지션 | 국적     | 이름            |
| ---- | ------ | -------- | --------------- |
| 4    | DF     | 포르투갈 | 아르투르 호르헤 |
| 10   | MF     | 콜롬비아 | 존 벨라스케스   |
| 12   | DF     |          | 탈리스          |
| 47   | GK     |          | 카우안          |

| 번호 | 포지션 | 국적 | 이름 |
| ---- | ------ | ---- | ---- |